# Richard Paris
Richard Ian Paris (8 de abril de 1942 - 4 de outubro de 2017) foi um ciclista australiano que competiu nos Jogos Olímpicos de Verão de 1964, representando a Austrália.